# Ъптон Синклер
Ъптон Синклер (1878 – 1968) е американски писател, чиито произведения отразяват социалистическите му възгледи.
През 1930 г. Синклер заявява: „Моята кауза е каузата на човек, който не е бил победен досега и чието съществуване има една-единствена, от Бога дадена, свещена цел“. Един от най-известните му романи е „Джунглата“ (1906). Публикуването му става повод за правителствено разследване на условията в месопреработвателните фабрики на Чикаго. Произведенията на Синклер се четат и днес, когато писателите с леви убеждения не са особено популярни нито на Запад, нито на Изток.

## Биография и творчество
Ъптон Синклер е роден в Балтимор, Мериленд. Десет години след раждането му семейството се премества в Ню Йорк. Бащата е алкохолик и човек на живота, майката – пълна негова противоположност – притеснителна, мрази алкохола, не пие дори чай и кафе. Животът им е труден и несигурен. Подрастващият Синклер намира утешение в книгите. Започва да пише още на 15-годишна възраст. С писане на хумористични и публицистични материали сам се издържа в Ню Йорк Колидж. През 1897 г. влиза в Колумбийския университет, като всяка седмица пише по една новела за различни младежки списания. „Имах две секретарки на пълно работно време. Единият ден им диктувах, на другия ги оставях да препишат стенографските си записки“, разказва по-късно Синклер. По същото време учи френски език самостоятелно и само след шест седмици започва да чете френски автори в оригинал. Продуктивността на Синклер е голяма през целия му живот – публикувал е почти 100 книги.
През 1900 г. Синклер се жени за Мета Х. Фулър; дъщеря на приятелка на майка му. Бракът е нещастен и завършва с развод през 1911 г. В романа „Пролетно време и жътва“ (Springtime and harvest) (1901 г., второ издание под заглавие „Цар Мидас“) Синклер разказва историята на двама безпарични влюбени. Финансовите затруднения на Синклер, особено след раждането на сина му Дейвид, идват най-вече от категоричния му отказ да изкарва пари по друг начин, освен с писане. „Дневникът на Артър Стърлинг“ (1903) е роман за проблемите на един отхвърлен поет, отразяващ личните преживявания на Синклер. През 1904 г. писателят започва да чете „Апел към разума“ – популистки социалистически седмичник и се ориентира към реалистичен стил. Макар често да е характеризиран като „революционер“, Синклер никога не е бил комунист. Нещо повече, през 1934 г. – точно когато левите идеи печелят все повече привърженици в САЩ – Синклер напуска социалистическата партия.
Пробивът за Синклер идва през 1906 г. с романа „Джунглата“ – натуралистично описание на лошата хигиена и тежките условия на труд в месопреработвателните фабрики на Чикаго. Йургис Рудкус, главният герой, е млад литовски емигрант, който пристига в Америка с мечти за свобода и големи възможности. Йургис започва работа в прочутите чикагски кланици. Отначало е доволен и се учудва, когато работниците около него казват, че мразят работата си. Постепенно Йургис загубва оптимизма си сред мръсотията в цеха и мизерията на работническата надница. В края на романа главният герой става социалист. Книгата донася слава и пари на Синклер и води до приемането на нов Закон за чистотата на храните през 1906 г. Президентът Теодор Рузвелт получава по 100 писма на ден, в които се настоява за реформи в месната промишленост, а Синклер е извикан в Белия дом. С постъпленията от романа Синклер основава социалистическа комуна за писатели. Комуната изгаря при пожар следващата година. Останал отново без пари, при това страдащ и от стомашни проблеми, Синклер се увлича по учението на Бернар Макфадън и цял живот остава привърженик на необичайни хранителни навици.
„Джунглата“ дава тон за следващите произведения на Ъптон Синклер. Своите естетически разбирания Синклер излага в „Изкуството на Мамона“ (Mammonart) (1925) – история на връзките между хората на изкуството и управляващите, в която той заявява, че цялото изкуство е пропаганда. Следват книги, които анализират групи от хора, промишлени отрасли и цели региони. „Метрополис“ (The Metropolis) (1908) е портрет на модното нюйоркско общество. „Цар Въглен“ (1917) е история на миньорската стачка през 1914 г., когато заможен млад човек се изказва в защита на работническите профсъюзи. „Петрол“ (1927) се счита за една от най-добрите книги на Синклер. Бъни Рос – главният герой, е син на богат нефтен магнат, а приятелят му – Пол Уоткинс е син на беден животновъд, който отглежда кози. Бъни става „червен милионер“, а Пол – ръководител на стачка. „Бостън“ (1928) е за съдебния процес Сако-Ванцети, предизвикал гневни изблици и протести из цялата страна през 1920 г. Много други писатели също се изказват в защита на двамата екзекутирани имигранти анархисти. По време на Първата световна война Синклер се изказва в защита на участие на САЩ в конфликта. По-късно променя възгледите си за войната. По време на Студената война започва кореспонденция с Алберт Айнщайн и Робърт Опенхаймер, за да напише роман за атомната бомба.
„Човекът е странно животно, създаващо си още по-странни представи само за себе. Обиден от маймунския си произход, той се опитва да отрече животинската си природа и се мъчи да се убеди, че нито е ограничен от слабостите си, нито го засягат последствията.“ („Ползата от религията“, 1918)
През 1912 г. Синклер пътува из Европа със своя син. След завръщането си в Америка, се жени за Мери Крег Кимброуит, с която живее до смъртта ѝ през 1961 г. Третата му съпруга, Мери Елизабет Уилис, умира през 1967 г. През 1934 г. Синклер се кандидатира за губернатор на Калифорния. Събира 900 000 гласове, но не спечелва изборите. Противникът му, консерватор, организира кампания срещу него, като го нарича поддръжник на свободната любов и радетел за национализация на децата.
До края на 30-те години Синклер се занимава не само с писане. Той експериментира с телепатия и написва книга за психичните феномени – „Мисловно радио“ (Mental Radio) (1930). Сергей Айзенщайн, който се опитва да снима филми в САЩ и Мексико, намира спонсор в лицето на Синклер. Заедно започват филма „Вива Мексико“, но после се скарват. „Кралят на колите“ (The Flivver King) (1937) – един от най-значимите романи на Синклер от 1930-те, е използван от профсъюзите по време на кампанията срещу Форд Мотър Къмпани.
През 1940-те Синклер отново печели широка читателска аудитория с многотомното си произведение „Лани Бъд“, обхващащо 11 съвременни исторически романа с общо над 10 000 страници. Главният герой – син на военен магнат, винаги успява да се озове в центъра на важни исторически събития. Той обикаля света и се среща с Хитлер, Гьобелс, Херман Гьоринг и Франклин Рузвелт. Първата книга от поредицата, „Краят на света“ (1940) описва събитията в живота на Бъд между 1913 и 1919 г. Клемансо, Лойд Джордж и Удроу Уилсън са сред реалните исторически личности в романа. В „Между два свята“ (1941) Лани Бъд интервюира Мусолини и чете „Държавата и революцията“ на Ленин. „Зъбите на дракона“ (1942) е за възхода на нацизма в Германия. Този роман печели наградата Пулицър през 1943 г. – единствената голяма награда на Синклер. Последният роман „Завръщането на Лани Бъд“ (1953) описва враждебните настроения на САЩ срещу Съветска Русия.
През 1960 г. Синклер публикува „Моят живот в писма“ (My Lifetime In Letters), а автобиографията му излиза през 1962. „В политиката и икономиката“ казва той, „вярвам в същото, в което съм вярвал през цялото време, откакто открих социалистическото движение в началото на века“.
Синклер умира в съня си на 25 ноември 1968 г. Ръкописите му се съхраняват в библиотеката на университета в Индиана.
Градът, номинално управляван от народа, се управляваше от олигархия бизнесмени. Огромна корумпирана армия осъществяваше трансфера на властта. Два пъти годишно, по време на изборите през пролетта и есента, милиони долари се осигуряваха от бизнесмените и изхарчваха от тази армия. Провеждаха се събрания, свиреха оркестри, свистяха ракети, раздаваха се тонове документи и резервоари напитки и десетки хиляди гласове се купуваха в кеш. И тази корумпирана армия трябваше, разбира се, да се издържа през цялата година. Лидерите и организаторите се издържаха директно от бизнесмените, градските съветници и законодатели – чрез подкупи, партийните представители – от сумите за кампаниите, лобистите и адвокатите на корпорациите – под формата на заплати, предприемачите – с работа, профсъюзните лидери на работниците – със субсидии, а вестниците – с реклама.  (от „Джунглата“, 1906 г.)

## Произведения

### Литературни творби
- Courtmartialed (1898)
- Saved By the Enemy (1898)
- The Fighting Squadron (1898)
- A Prisoner of Morro (1898)
- A Soldier Monk (1898))
- A Gauntlet of Fire (1899)
- Holding the Fort (1899)
- A Soldier's Pledge (1899)
- Wolves of the Navy (1899)
- Springtime and Harvest – (1901) – издаден и като „King Midas“
- The Journal of Arthur Stirling (1903)
- Off For West Point (1903)
- From Port to Port (1903)
- On Guard (1903)
- A Strange Cruise (1903)
- The West Point Rivals (1903)
- A West Point Treasure (1903)
- A Cadet's Honor (1903)
- Cliff, the Naval Cadet (1903)
- The Cruise of the Training Ship (1903)
- Prince Hagen (1903)
- Manassas: A Novel of the War – (1904) – издаден и като „Theirs be the Guilt“
- A Captain of Industry (1906)
- The Jungle (1906)
- The Overman (1907)
- The Industrial Republic (1907)
- Уолстрийт, The Metropolis (1908)
- The Money Changers (1908)
- Samuel The Seeker (1910)
- Love's Pilgrimage (1911)
- Damaged Goods (1913)
- Sylvia (1913)
- Sylvia's Marriage (1914)
- Цар Въглен, King Coal (1917)
- The Goslins (1918)
- Джими Хигинс, Jimmie Higgins (1919)
- Debs and the Poets (1920)
- 100% (The Story of a Patriot (1920)
- The Spy (1920)
- The Book of Life (1921)
- They Call Me Carpenter: A Tale of the Second Coming (1922)
- The Millennium (1924)
- The Goslings (1924)
- Mammonart (1925)
- Spokesman's Secretary (1926)
- Money Writes! (1927)
- Петрол, Oil! (1927)
- Boston 2 vols. (1928)
- Mountain City (1930)
- Римски празник, Roman Holiday (1931)
- The Wet Parade (1931)
- American Outpost (1932)
- The Way Out (1933)
- Immediate Epic (1933)
- The Lie Factory Starts (1934)
- The Book of Love (1934)
- Depression Island (1935)
- Co-op: a Novel of Living Together (1936)
- Гномобил, The Gnomobile (1936, 1962) – повест за деца
- Wally for Queen (1936)
- Те не ще минат!, No Pasaran!: A Novel of the Battle of Madrid (1937)
- Кралят на индустрията, The Flivver King: A Story of Ford-America (1937)
- Little Steel (1938)
- Our Lady (1938)
- Expect No Peace (1939)
- Marie Antoinette (1939)
- Telling The World (1939)
- Твоят милион долари, Your Million Dollars (1939)
- World's End (1940)
- World's End Impending (1940)
- Between Two Worlds (1941)
- Dragon's (1942)
- Wide Is the Gate (1943)
- Presidential Agent, 1944)
- Dragon Harvest (1945)
- A World to Win (1946)
- A Presidential Mission (1947)
- A Giant's Strength (1948)
- Limbo on the Loose (1948)
- One Clear Call (1948)
- O Shepherd, Speak! (1949)
- Another Pamela (1950)
- Schenk Stefan! (1951)
- A Personal Jesus (1952)
- The Return of Lanny Budd (1953)
- The Cup of Fury (1956)
- What Didymus Did (1954)
- Theirs be the Guilt (1959)
- Affectionately Eve (1961)
- The Coal War (1976)

### Автобиографии
- The Autobiography of Upton Sinclair – с Maeve Elizabeth Flynn III. (1962)
- My Lifetime in Letters (1960)

### Документалистика
- Good Health and How We Won It: With an Account of New Hygiene (1909)
- The Fasting Cure (1911)
- The Profits of Religion (1917)
- The Brass Check (1919)
- The McNeal-Sinclair Debate on Socialism (1921)
- The Goose-step: A Study of American Education (1923)
- Letters to Judd, an American Workingman (1925)
- Mental Radio|Mental Radio: Does it work, and how? (1930, 1962)
- Upton Sinclair Presents William Fox (1933)
- We, People of America, and how we ended poverty: a true story of the future (1933)
- I, Governor of California (and How I Ended Poverty (1933)
- The Epic Plan for California (1934)
- I, Candidate for Governor (and How I Got Licked (1935)
- Epic Answers|Epic Answers: How to End Poverty in California (1935) (1934)
- What God Means to Me (1936)
- Upton Sinclair on the Soviet Union (1938)
- Letters to a Millionaire (1939)

### Пиеси
- Plays of Protest: The Naturewoman, The Machine, The Second-Story Man, Prince Hagen (1912)
- The Pot Boiler (1913)
- Hell: A Verse Drama and Photoplay (1924)
- Singing Jailbirds: A Drama in Four Acts (1924)
- Bill Porter: A Drama of O. Henry in Prison (1925)
- The Enemy Had It Too: A Play in Three Acts (1950)

## За него
- William A. Bloodworth, Jr., Upton Sinclair. Boston: Twayne Publishers, 1977.
- Lauren Coodley, Upton Sinclair: California Socialist, Celebrity Intellectual. Lincoln, NE: University of Nebraska Press, 2013.
- Ronald Gottesman, Upton Sinclair: An Annotated Checklist. Kent State University Press, 1973.
- Harris, Leon. Upton Sinclair, American Rebel. New York: Thomas Y. Crowell Co, 1975.
- Mattson, Kevin. Upton Sinclair and the Other American Century. Hoboken, NJ: John Wiley & Sons, 2006.
- Jon A. Yoder, Upton Sinclair. New York: Frederick Ungar, 1975.